# تنت هلث‌کر
تنت هلث‌کر (انگلیسی: Tenet Healthcare) شرکت مراقبت سلامت آمریکایی است، که در سال ۱۹۶۹ تأسیس شد.